# Скиту Скоичешти (Арђеш)
Скиту Скоичешти (рум. Schitu Scoicești) насеље је у Румунији у округу Арђеш у општини Леордени. Oпштина се налази на надморској висини од 250 m.

## Становништво
Према подацима из 2002. године у насељу је живело 490 становника, од којих су сви румунске националности.